# Laholms kommun
Laholms kommun er en kommune i Hallands län i Sverige.
Laholms kommun ligger i den sydlige del af landskabet Halland, og mod vest ligger den ud til Laholmsbukten. Åen Lagan løber gennem kommunen.
I kommunen ligger flere fortidsminder, heriblandt Lugnarohøjen, der er en gravhøj fra yngre bronzealder ca. 10 kilometer syd for Laholm by.

## Byområder
Der er tretten byområder i Laholms kommun.
I tabellen vises byområderne i størrelsesorden pr. 31. december 2018. Hovedbyen er markeret med fed skrift. Tabellen  omfatter ikke Båstad (1 ha, 0 indbyggere) og Østra Karup (3 ha, 2 indbyggere), da de næsten udelukkende er placeret i Båstads kommun. 
| #  | Byområde     | Befolkning |
| -- | ------------ | ---------- |
| 1  | Laholm       | 6.798      |
| 2  | Mellbystrand | 3.943      |
| 3  | Veinge       | 1.446      |
| 4  | Knæred       | 1.257      |
| 5  | Våxtorp      | 1.004      |
| 6  | Lilla Tjærby | 941        |
| 7  | Vallberga    | 716        |
| 8  | Genevad      | 704        |
| 9  | Skottorp     | 549        |
| 10 | Rænnesløv    | 467        |
| 11 | Hishult      | 358        |
| 12 | Hassløv      | 265        |
| 13 | Ysby         | 258        |

## Distrikter
| - Hassløv - Hishult - Knæred - Laholm - Rænnesløv | - Skummesløv - Veinge-Tjærby - Våxtorp - Ysby |